# Ковалёво (Буда-Кошелёвский район)
Ковалёво (бел. Кавалёва; до 1932 года — Антонцево) — посёлок в Морозовичском сельсовете Буда-Кошелёвского района Гомельской области Белоруссии.

## География

### Расположение
В 3 км на юг от районного центра и железнодорожной станции Буда-Кошелёвская (на линии Жлобин — Гомель).

## Транспортная сеть
Транспортные связи по просёлочной, затем автомобильной дороге Буда-Кошелёво — Гомель.
Планировка состоит из короткой прямолинейной улицы почти меридиональной ориентации, застроенной двусторонне деревянными домами усадебного типа.

## История
Основан в начале 1920-х годов на бывших помещичьих землях переселенцами с соседних деревень. В 1929 году жители деревни вступили в колхоз. В 1959 году в составе совхоза «Морозовичи» (центр — деревня Морозовичи).

## Население

### Численность
- 2004 год — 13 хозяйств, 17 жителей.

### Динамика
- 1959 год — 112 жителей (согласно переписи).
- 2004 год — 13 хозяйств, 17 жителей.